# Borna Coric
Borna Ćorić (Pronúncia em Croata: [bôːrna tɕǒːritɕ]) (Zagreb, 14 de novembro de 1996) é um tenista profissional croata, que no circuito profissional já derrotou grandes tenistas como Rafael Nadal, Roger Federer e Andy Murray.
Ocupa atualmente o 89º. lugar no ranking da ATP.

## Carreira
Como juvenil, Ćorić venceu o US Open júnior de 2013, derrotando o tenista australiano Thanasi Kokkinakis na final, atingindo assim a liderança do ranking mundial juvenil.
A partir de então, dedicou-se exclusivamente ao circuito profissional e, ganhou destaque durante a disputa do ATP 250 de Umag de 2014. Onde como convidado pela organização do evento realizado em seu país natal, Ćorić, à época com 17 anos, venceu suas duas primeiras partidas de nível ATP e só foi eliminado nas quartas de final do torneio, caindo em três sets para o italiano Fabio Fognini. Já no US Open de 2014, com apenas 17 anos, conseguiu passar pelo qualificatório e avançar à chave principal de seu primeiro Grand Slam como profissional.Ainda em 2014, protagonizou uma grande surpresa aos 17 anos ao derrotar o então número 3 do ranking mundial Rafael Nadal nas quartas de final do ATP 500 da Basileia na Suíça.
Em fevereiro de 2015, Ćorić foi a principal surpresa do ATP 500 de Dubai, nos Emirados Árabes Unidos. Onde ele, com apenas 18 anos, entrou na chave principal da competição como lucky loser, venceu três partidas – uma delas sobre o então número 3 do mundo, Andy Murray – e só parou na semifinal diante do suíço Roger Federer, este o futuro campeão do torneio.

## ATP Tour finais

### Simples: 2 (1 título)
| Legenda                           |
| --------------------------------- |
| Grand Slam (0–0)                  |
| ATP World Tour Finals (0–0)       |
| ATP World Tour Masters 1000 (0–0) |
| ATP World Tour 500 Series (1–0)   |
| ATP World Tour 250 Series (0–1)   |

| Resultado | Nº | Data             | Torneio                       | Piso  | Oponente      | Placar        |
| --------- | -- | ---------------- | ----------------------------- | ----- | ------------- | ------------- |
| Campeão   | 1. | 23 de junho 2018 | Noventi Open, Halle, Alemanha | Grama | Roger Federer | 7-6, 3-6, 6-2 |